# Joachim Salinger
Pour les articles homonymes, voir Salinger.
Joachim Salinger, né le 1er avril 1978 à Paris, est un acteur français.

## Biographie
Joachim Salinger est le frère de l'acteur et réalisateur Emmanuel Salinger.  Après des études d’art du spectacle à l'Université de Paris X-Nanterre, il suit les cours de Jean-Louis Martin-Barbaz au Studio-théâtre d'Asnières de 1998 à 2000. Il intègre ensuite le Conservatoire national supérieur d'art dramatique dont il sort diplômé en 2003. Il y suit les cours de Joël Jouanneau, Daniel Mesguich, Alain Françon, Jean-Paul Wenzel, Jacques Rebotier, Caroline Marcadé et Denis Podalydès.
En parallèle de sa carrière d'acteur au théâtre et au cinéma, Joachim Salinger s'intéresse également à l'écriture et à la mise en scène. En 2002 il écrit sa première pièce, La Fabuleuse Histoire édifiante de Vérica dont il dirigera la lecture à la Mousson d'été, festival de théâtre contemporain dirigé par Michel Didym. Il participe également comme auteur au projet Embarquement, 5'32, mis en scène par Pauline Bureau et Adrien de Van.
En 2007, il réalise son premier court-métrage : Issue de secours.
Il travaille régulièrement à Radio France où il enregistre de nombreuses fictions radiophoniques, et depuis 2006, il enseigne le théâtre au sein du Studio de formation théâtrale, dirigé par Florian Sitbon.

## Filmographie

### Cinéma
- 1999 : Adieu, plancher des vaches ! d'Otar Iosseliani
- 2002 : La Vie comme elle est (court métrage) d'Emmanuel Bourdieu
- 2004 : Rois et reine d'Arnaud Desplechin
- 2007 : Comme un chien dans une église (court métrage) de Fabien Gorgeart
- 2009 : Celle que j'aime de Élie Chouraqui
- 2009 : Gast (court métrage) de Benjamin Busnel

### Télévision
- 2001 : PJ : épisode La Rumeur réalisé par Gérard Vergez
- 2008 : Chez Maupassant (épisode Le Petit Fût) réalisé par Claude Chabrol
- 2009 : R.I.S Police scientifique (épisode La Rose noire) réalisé par Jean-Marc Therin

## Théâtre
- 2004 : Bartleby de Herman Melville, adaptation et mise en scène de David Géry
- 2004 : Feu le music-hall d'après l'œuvre de Colette, mise en scène de Karine Saporta
- 2005 : Richard III de William Shakespeare, mise en scène de Philippe Calvario
- 2008 : Procès ivre de Bernard-Marie Koltès, mise en scène Groupe A.C.M.
- 2008 : Disco Pigs d'Enda Walsh, mise en scène d'Amandine du Rivau
- 2009 : Calibre 38 de Frédéric Mauvignier, mise en scène de l'auteur
- 2010 : Polyptyque EP d'Emmanuel Darley, mise en voix de l'auteur
- 2014 : Le principe d'incertitude d'après Ghérasim Luca, conception et mise en œuvre de Joachim Salinger

## Doublage
Sources : RS Doublage et Doublage Séries Database

### Cinéma

#### Films
- 2010 : The Social Network : Dustin Moskovitz (Joseph Mazzello)
- 2012 : American Pie 4 : Bo (Robert Hayes)
- 2012 : Les Misérables : Jean Prouvaire (Alistair Brammer)
- 2013 : The Bling Ring : le garçon cintré (Bailey Coppola)
- 2013 : My Movie Project : le premier homme blanc (Brian Flaccus)
- 2013 : 12 Heures : le chauffeur de taxi adolescent (Tyler Forrest)
- 2013 : Les Stagiaires : Zach (Harvey Guillén)
- 2013 : Lone Ranger, naissance d'un héros : Martin (Chad Brummet)
- 2013 : Rush : Clive (Jay Simpson)
- 2014 : Odd Thomas : l'officier Simon Varner (Nico Tortorella)
- 2022 : The Valet (en) : Kapoor (Ravi Patel)
- 2022 : The Greatest Beer Run Ever : ? ( ? )
- 2022 : Le Menu : ? ( ? )
- 2023 : Le Cercle des neiges : ? ( ? )
- 2023 : La Zone d'intérêt : l'opérateur radio[Qui ?]

#### Films d'animation
- 2011 : Gnoméo et Juliette : un petit gnome rouge
- 2012 : Les Enfants loups, Ame et Yuki : l'agent immobilier
- 2016 : Les Trolls : Biggie
- 2020 : Les Trolls 2 : Tournée mondiale : Biggie

### Télévision

#### Séries télévisées
- Jeremy Palko dans :
  - Ma femme, ses enfants et moi (2011) : Toby (saison 2, épisode 19)
  - Burn Notice (2012) : le capitaine de la garde-côtière (saison 6, épisode 18)
- Kevin Collins (en) dans :
  - Person of Interest (2012) : Landon Walker (saison 2, épisode 5)
  - New York, unité spéciale (2013) : Steven Allen (saison 15, épisode 7)
- Curran Connor dans :
  - House of Cards (2013) : le consultant financier (saison 1, épisodes 5 et 6)
  - FBI: Most Wanted (2022) : Andrew Fanelli (saison 3, épisode 21)
- Janmarco Santiago dans :
  - Drop Dead Diva (2014) : Hector (saison 6, épisode 12)
  - David Makes Man (2021) : Elan (saison 2)
- Harvey Guillén dans :
  - The Magicians (2017-2020) : Benedict Pickwick (8 épisodes)
  - What We Do in the Shadows (depuis 2019) : Guillermo de la Cruz
- Brent Chase dans :
  - Harry Bosch (2019) : Trey (saison 5)
  - Brooklyn Nine-Nine (2021) : Vince Michael Thompson (saison 8, épisode 5)
- 2009 : Le Prisonnier : Numéro 11-12 (Jamie Campbell Bower) (mini-série)
- 2010 : Les Tudors : Harry Hurst (Jody Latham) (saison 4, épisodes 7 et 8)
- 2010 : Skins : Sam (Ben Evans) (saison 4, épisodes 2 et 4)
- 2010 : Grey's Anatomy : Lucas Nash (Stephen Gabriel) (saison 7, épisode 9)
- 2011 : La Vie secrète d'une ado ordinaire : Frank (Randy Wayne (en)) (saison 3)
- 2011 : V : Rafael Mendoza (Charlie Carrick (en)) (saison 2, épisodes 7 et 8)
- 2011 : Detroit 1-8-7 : Zed, un élève (Andrew Freij) (épisode 16)
- 2011 : Psych : Enquêteur malgré lui : Dwayne (Jeff Hiller (en)) (saison 6, épisode 2)
- 2011 : Parenthood : Zach Bell (Tom Maden) (saison 3)
- 2011 : Ma femme, ses enfants et moi : Tracy (Brandon Gill) (saison 2, épisode 34)
- 2011-2013 : The Big Bang Theory : Dale (Josh Brener) (saison 5, épisode 10 et saison 6, épisode 16) et Tom (Riccardo LeBron) (saison 6, épisode 17)
- 2011-2013 : Person of Interest : l'officier Valentino (Gregory Lay) (saison 1, épisode 9) et Petar (Matt Deangelis) (saison 2, épisode 13)
- 2012 : Fringe : Stratton (Nathan Dashwood) (saison 5, épisode 8)
- 2012-2013 : Grimm : Gary Cardero (Eric Riedmann) (saison 1, épisode 16) et Matthew Bard (Quinn Armstrong) (saison 3, épisode 6)
- 2013 : Justified : Trick (Daryl Crittenden) (saison 4, épisode 2)
- 2013 : Zero Hour : Tim (Nick Blaemire) (épisodes 2 et 9)
- 2013 : Following : Will Wilson/Jacob Wells (Nico Tortorella) (saison 1)
- 2013 : Dexter : l'officier Martinez (Kurt Caceres (en)) (saison 8, épisodes 3 et 4)
- 2013 : La Bible : Jean (Sebastian Knapp (en)) (mini-série)
- 2013-2014 : Super Fun Night : Alexander « Alex » Rosenhoff (Ravi Patel) (4 épisodes) et Carl (Chris Eckert (en)) (épisode 12)
- 2013-2014 : New York, unité spéciale : Louis Priatti (Kam Dabrowski) (saison 14, épisode 21), Clay Aiken (Clay Aiken) (saison 15, épisode 7), l'officier Mills (Johnny M. Wu) (saison 15, épisodes 8 et 12) et Berko Barré (Hubert Point-Du Jour) (saison 15, épisode 11)
- 2013-2015 : Castle : Stone Gower (Lachlan Buchanan) (saison 5, épisode 14), Jesse Jones (Bug Hall) (saison 6, épisode 13) et Brian Trucco (Al Carabello) (saison 8, épisode 6)
- 2014 : NCIS : Enquêtes spéciales : Earl Grieve (Javi Mulero) (saison 11, épisode 17), l'officier de seconde classe Abraham Lycek (Andrew St. John (en)) (saison 11, épisode 18) et un adolescent (Jimmy Deshler) (saison 11, épisode 19)
- 2014 : The Listener : Simon Fields (David Patrick Flemming) (saison 5, épisode 5)
- 2014 : Fargo : le jeune prêtre (Ivan Cermák) (saison 1, épisode 9)
- 2014 : Suburgatory : Kenny (Patrick de Ledebur) (saison 3, épisode 11)
- 2014-2016 : Normal Street (en) : Fred Fisher (Luke Matheny (en)) (9 épisodes)
- 2015 : Veep : Jason (Michael Torpey) (saison 4)
- 2016 : Preacher : le maire Miles Person (Ricky Mabe) (saison 1)
- 2016 : Vinyl : Nolan (Thomas Gardner) (9 épisodes)
- 2016-2017 : House of Cards : Benjamin Grant (Daniel Sauli) (3 épisodes)
- 2017-2021 : Atypical : Christopher (Anthony Jacques) (5 épisodes) et Jasper (Dominique Brown) (12 épisodes)
- 2017-2022 : Better Call Saul : Lyle (Harrison Thomas) (5 épisodes)
- 2018-2022 : The Walking Dead : Marco (Gustavo Gomez) (13 épisodes)
- 2019-2020 : Harry Bosch : l'officier Billy Harjo (Jeremiah Bitsui) (3 épisodes)
- 2019 : The Witcher : Atlan Kerk (Jim Caesar) (saison 1, épisode 8)
- 2020 : Hunters : Arthur « Bootyhole » McGuigan (Caleb Emery) (saison 1)
- 2020-2022 : Le Secret de la plume : Oliver Ramos (Romel De Silva) (16 épisodes)
- 2021 : The Mosquito Coast : ? (?)
- 2022 : The Watcher : Christopher (Michael Devine) (saison 1, épisode 2)
- 2022 : The Cleaning Lady (en) : Joseph Pineda (Chris Cortez) (saison 2)
- 2022-2024 : Chicago Med : Zach Hudgins (Conor Perkins) (saisons 8 à 10)
- 2023 : Transatlantique : Albert Hirschman (Lucas Englander (de)) (mini-série)
- 2023 : La Vie mensongère des adultes : ? (?) (mini-série)
- 2023 : Bodies : ? (?) (mini-série)
- depuis 2023 : Alert : C. Hemingway (Petey Gibson)
- 2024 : Les Expatriées : ? (?) (mini-série)
- 2024 : Masters of the Air : ? (?) (mini-série)

#### Séries d'animation
- 2018-2019 : Trolls : En avant la musique ! : Biggie
- 2022 : Je s'appelle Groot : l'assistant virtuel[n 1]
- 2025 : Le Roi loup (en) : voix additionnelles

## Radio
- 2021 : Jean Cocteau et Jean Marais, le couple terrible de l'Occupation réalisée par Pascal Deux (54 minutes) avec Christophe Odent (Jean Cocteau), Thibault Lacroix (Jean Marais), Richard Sammel (Arno Breker), Joachim Salinger (Alain Laubreaux)[4].